# AES Corporation
AES Corporation (NYSE: AES) es una compañía multinacional de la lista Fortune 500 que se dedica a la generación y distribución de energía eléctrica. La empresa fue fundada el 28 de enero de 1981, como Applied Energy Services, por Roger Sant, de la Administración Federal de Energía de Estados Unidos, y Dennis Bakke, de la Oficina de Administración y Presupuesto. AES tiene su sede en Arlington, Virginia, y es una de las empresas mundiales líderes en energía, desarrollando generación y distribución de energía eléctrica en 14 países y empleando aproximadamente a 9.000 personas en todo el mundo.
En 2018, los ingresos totales de AES fueron de 11.000 millones de dólares.
En abril de 2010, AES Generación Eólica, una filial de AES, con sede en el Reino Unido, adquirió el desarrollador eólico Your Energy (YEL), y firmó un acuerdo para comprar una participación del 51% en una cartera eólica de 3E, un desarrollador eólico polaco. Esta medida sumará más de 700 MW a la cartera europea de AES Wind Generation.